# Stolidodere gahani
Stolidodere gahani är en skalbaggsart som beskrevs av Aurivillius 1914. Stolidodere gahani ingår i släktet Stolidodere och familjen långhorningar. Inga underarter finns listade i Catalogue of Life.